# Austin 3-litre
Der Austin 3-litre (intern ADO61 genannt) war eine viertürige Limousine der oberen Mittelklasse, die die Austin Motor Cie. ab 1967 als Nachfolger des Austin A110 anbot.

## Modellgeschichte
Er war mit dem Sechszylinder-Reihenmotor seines Vorgängers mit 2912 cm³ Hubraum versehen, der bei einer Verdichtung von 9 : 1 114 bhp (85 kW) bei 4500/min und 157 lbf (213 Nm) bei 2500/min entwickelte. Der Motor war längs eingebaut und trieb die an Schräglenkern aufgehängten Hinterräder über ein vollsynchronisiertes Vierganggetriebe und eine Kardanwelle an, so dass der Innenraum wegen des Mitteltunnels etwas eingeschränkt war. Die Vorderräder waren einzeln an zwei ungleich langen Dreiecksquerlenkern aufgehängt, gelenkt wurde mit Ritzel und Zahnstange. Das Fahrzeug hatte die „Hydrolastic“-Gummifederung, die anders als bei den anderen BMC-Pkw mit dieser Technik außerdem eine Niveauregulierung besaß. Teile der Karosserie stammten von der Mittelklassereihe BMC ADO17 (z. B. Austin 1800). Die Fahrgastzelle einschließlich der Türen und der Verglasung wurde übernommen; aber die Bodengruppe war anders und der 3-litre war an Bug und Heck verlängert, sodass sich größere Überhänge ergaben. Der Wagen hatte Doppelscheinwerfer und schmale Rückleuchten. Er erreichte eine Höchstgeschwindigkeit von 161 km/h.

## Sonderversionen
Das Karosseriewerk Crayford Engineering realisierte eine Kombiversion auf der Basis des 3-Litre, die in 15 Exemplaren hergestellt wurde.

## Produktionsumfang
Der Austin 3-litre war kein erfolgreiches Auto. 1972 wurde die Produktion des Modells nach nur 9992 Exemplaren ohne Nachfolger eingestellt. Der Austin 2200 ersetzte den 3-litre, hatte aber einen deutlich schwächeren Motor.

## Analyse des Misserfolgs

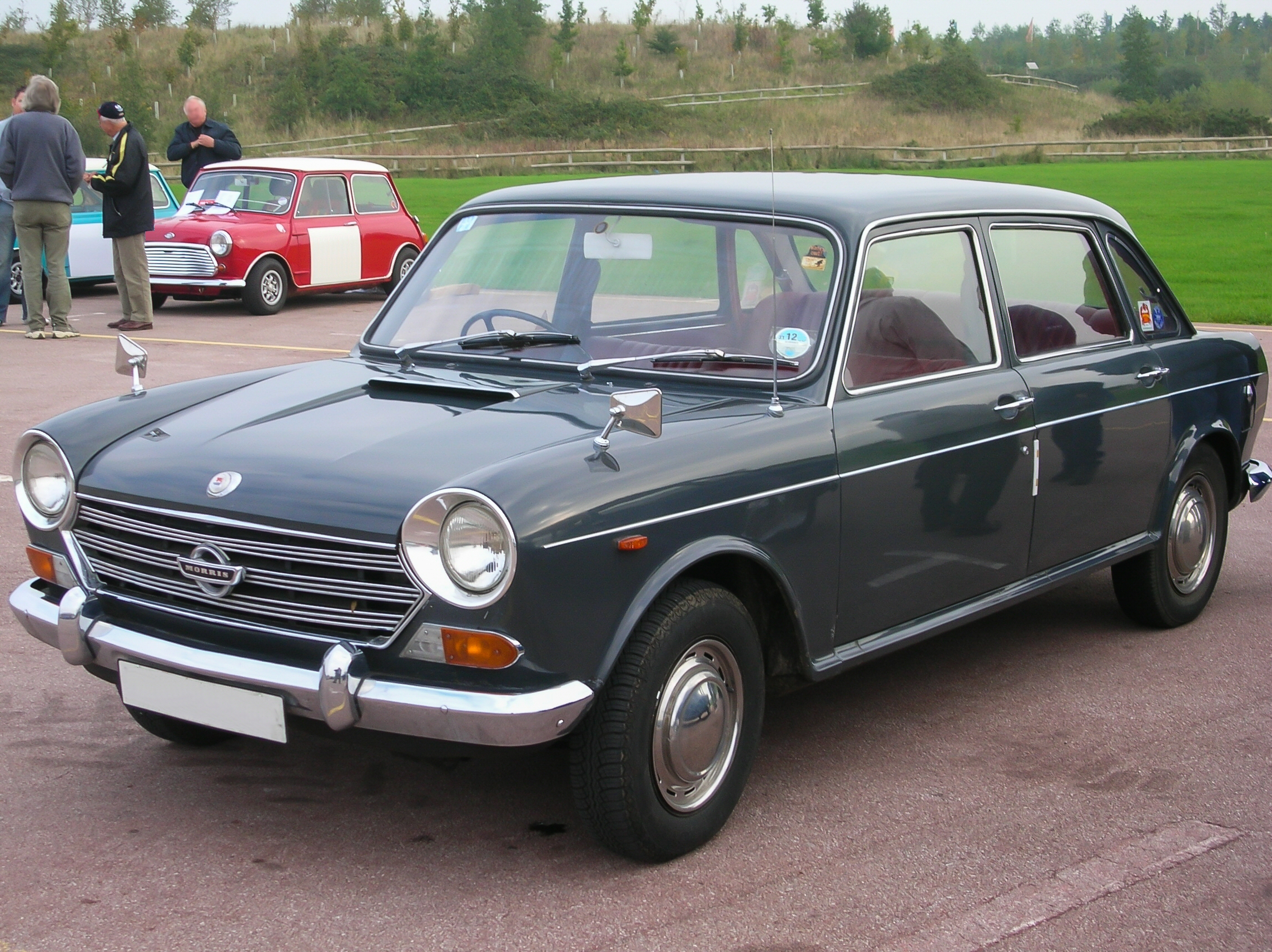
„Plebejan roots“ (Motor): Das Mittelklassemodell ADO17 lieferte die Fahrgastzelle für den 3-litre.

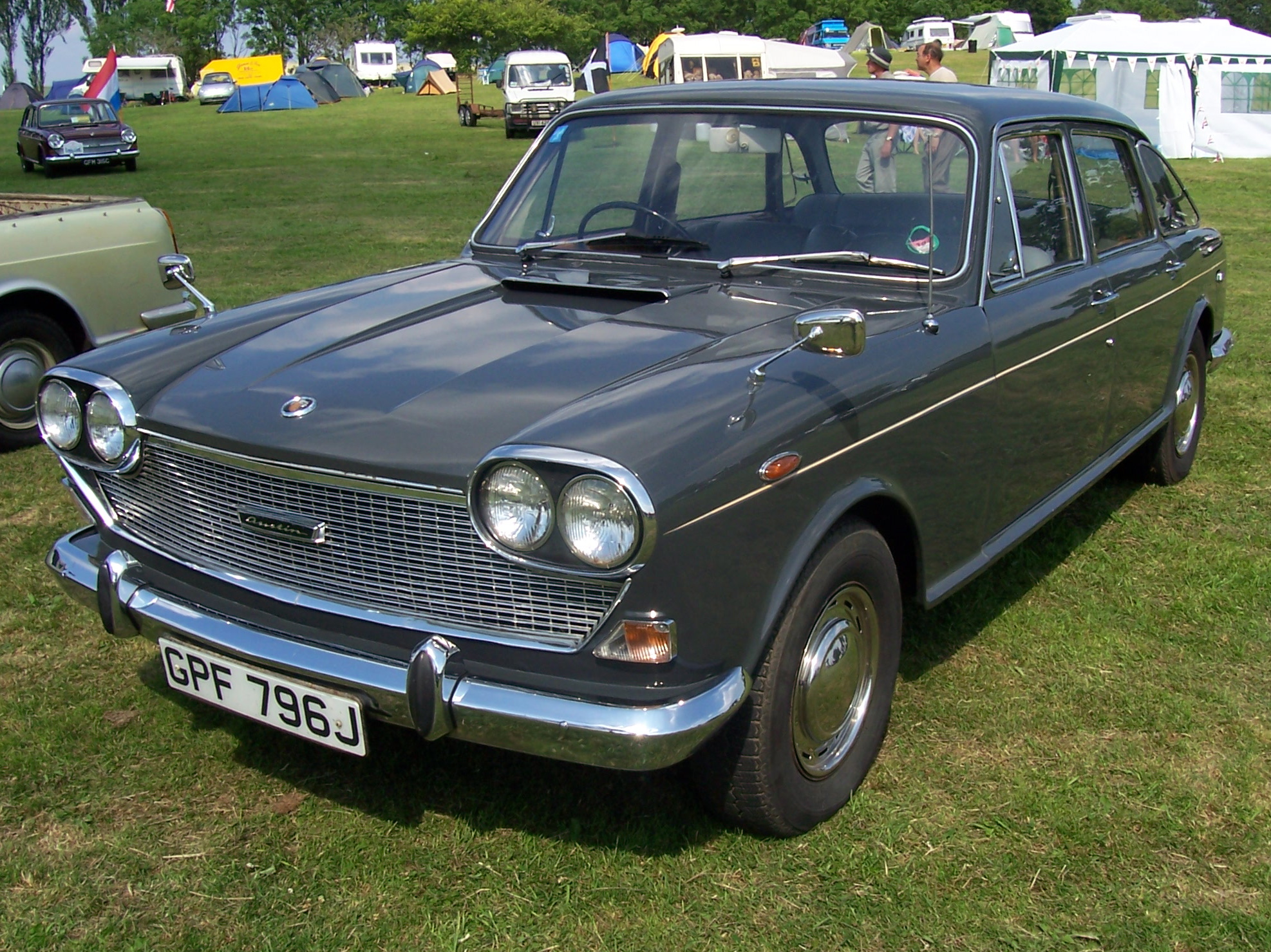
Frontpartie des 3-litre

Die Gründe für den Misserfolg des Austin 3-litre waren vielfältig:
- Vielfach werden Design- und Konstruktionsmängel als Gründe angeführt. Die Karosserieform war bei der Vorstellung des Autos bereits veraltet; nach Ansicht der Zeitschrift Motor passte diese eher in die späten 1950er als in die ausgehenden 1960er Jahre.[3] Die vorhandene Ähnlichkeit mit kleineren, preiswerten Modellen der ADO17-Reihe erwies sich für ein so teures Auto ebenfalls als hinderlich.

- Die Leistung des Autos war zu schwach. Die Beschleunigung des schweren, mit einem Borg-Warner 35 Automatikgetriebe ausgestatteten  Wagens war träge und nicht besser als bei einem Mini.[4]

- Der 3-litre war nicht überzeugend in die Modellpalette der British Leyland Motor Corporation (BLMC) integriert. In der Modellpalette des Konzerns gab es bereits zahlreiche Fahrzeuge mit Sechs- und Achtzylindermotoren, die attraktiver gestaltet und mindestens genauso gut konstruiert waren. Zu ihnen zählten der Rover P5 und der Triumph 2500 TC. Kritiker kamen später zu der Einschätzung, BLMC habe mit dem 3-litre ein überflüssiges Auto konstruiert und versucht, eine Marktnische zu bedienen, die es gar nicht gab.[5]

## Trivia
Während der bereits recht große Austin 1800 den Spitznamen Landcrab (dt.: Landkrabbe) trug, wurde der noch größere 3-litre Land-Lobster (dt.: Nordhummer) genannt.